# Polycitor cuneatus
Polycitor cuneatus is een zakpijpensoort uit de familie van de Polycitoridae. De wetenschappelijke naam van de soort is voor het eerst geldig gepubliceerd in 1964 door Millar.